# Chiesa di Santo Stefano (Rosa)
La chiesa di Santo Stefano Protomartire si trova a Rosa (PN), sul lato sud della strada che porta al Tagliamento. È un luogo di culto sussidiario della Parrocchia di Madonna di Rosa e Santo Stefano, che ha nel Santuario della Madonna di Rosa e Gesù Misericordioso la chiesa principale.

## Storia
Anticamente la villa di Rosa era soggetta alla chiesa matrice di Santa Maria di Pieve di Rosa. Secondo una configurazione tipica di molte pievi friulane, la chiesa della villa disponeva di un proprio curato. 
Certamente sino al 1699 la chiesa era intitolata a Santo Stefano protomartire e San Giorgio.
Nel corso dei secoli è stata ricostruita più volte, in seguito alle varie piene del Tagliamento che hanno devastato la villa. Anche quando risparmiata dalla furia delle acque, la chiesa veniva spostata successivamente, con lo scopo di riavvicinarla ai luoghi più sicuri dove erano state ricostruite la maggior parte delle case.
Risulta documentata la presenza di quattro chiese diverse, la prima edificata ad inizio 1500 e distrutta il 5 giugno 1699, la seconda ricostruita più a sud-est lo stesso 1699, la terza eretta nel 1805 molto più a ovest, portandola dalla sinistra alla destra del Tagliamento. Solo dal 3 aprile 1821, quindi dopo molti anni di difficoltà nei collegamenti con la matrice Pieve di Rosa, rimasta alla sinistra del fiume, la chiesa di Rosa passa dalla Diocesi di Udine alla Diocesi di Concordia, assumendo la dipendenza da San Vito al Tagliamento.
La quarta chiesa è quella attuale, completata nel 1874, circa un chilometro più a ovest della precedente, fortunosamente risparmiata dal Tagliamento nel corso dell'eccezionale piena del 1851, che ha distrutto gran parte delle abitazioni di Rosa.
Ancor oggi all'interno si trovano opere trasferite dalle diverse chiese minacciate, nel corso dei secoli, dalle acque del fiume, in particolare sculture su pietra realizzate da Giovanni Antonio Pilacorte in diversi anni (dal 1506 al 1530), sia per la chiesa principale della villa sia per la chiesetta campestre di San Giovanni della Passarizza, soggetta al curato della Villa di Rosa, andata distrutta. Tale chiesetta era certamente esistente alla fine del XVIII secolo, quando fu visitata dal prelato Angelo Maria Cortenovis, che fece una relazione dettagliata delle opere lapidee rilevate, trascrivendone le iscrizioni.
Un radicale intervento di ristrutturazione è stato effettuato nel 1982, su iniziativa del parroco Urbano Franchin con
- ampliamento lungo il lato est
- completa sostituzione dell'altare
- ampliamento dell’ingresso con realizzazione di un pronao a 4 colonne, con nuovo frontone e timpano.

Nel 1998 è crollato il soffitto incannucciato del presbiterio, su cui era affrescata, da autore ignoto, la Santissima Trinità (tondo del diametro di circa 210 centimetri): lo Spirito Santo, in forma di colomba, dall'alto dei cieli illumina il Dio Padre che regge un globo crucigero ed alla sua destra Gesù, con la croce retta dalla mano destra. Sotto di loro quattro putti festanti. Il soffitto incannucciato è stato sostituito lo stesso anno da pannelli di cartongesso su cui è stata fissata una copia molto fedele dell'affresco originale, realizzata in olio su tela da Assuero Durigon, sulla base di ricordi diretti e di fotografie. I molteplici cocci dell'affresco originale sono stati raccolti e, negli anni successivi, riposizionati con pazienza su un'edicola realizzata sulla parete ovest della canonica, a poche decine di metri a est della chiesa. Nel 2013 chiesa e campanile sono stati oggetto di restauro.
Nel novembre 2021 è stato identificato, fra i resti dell'altare di pietra sostituito nel 1982,  un frammento di mensa d'altare datato 1525 e riportante l'iscrizione "Divisero sibi vestimenta mea, et super vestem meam miserunt sortem" (Divisero fra loro le mie vesti e tirarono a sorte la mia tunica), con lo stile grafico tipico del Pilacorte. A conferma dell'attribuzione è anche l'analogia con l'iscrizione riportata sulla mensa d'altare della chiesa di San Pietro e Paolo a Sedegliano, che Pilacorte realizzò nel 1497.

## Funzionalità religiosa
Dalla sua benedizione nel 1874 la chiesa era soggetta alla pieve di San Vito. Il 2 ottobre 1923 viene eretta in vicaria curata (smembrata da San Vito) mentre dal 13 maggio 1953 assume piena autonomia e diviene il fulcro della nuova Parrocchia di Rosa. Dal 1986, con la fusione fra la Parrocchia di Rosa e quella di Madonna di Rosa, il principale luogo di culto diviene il Santuario della Madonna di Rosa e Gesù Misericordioso e nella chiesa di Santo Stefano restano poche le funzioni religiose celebrate. Dal 2020, in seguito alle limitazioni volte a prevenire la diffusione dell'epidemia di COVID-19, i riti sono del tutto sospesi.

## Descrizione

### Esterno
La chiesa sorge nelle immediate vicinanze della strada, da cui è separata dal pronao a 4 colonne, eretto nel 1982. Addossato alla parete sinistra della chiesa, immediatamente dietro al pronao, sorge il piccolo ma elegante campanile. Sopra il frontone sono collocati:
- al centro, una croce bianca
- sul vertice destro, la statua di Santo Stefano protomartire, titolare della chiesa
- sul vertice sinistro, la statua di San Luca evangelista, attuale copatrono di Rosa. Fino alla fine del XX secolo il posto dell'apostolo era occupato da una statua che raffigurava San Giorgio, crollata al suolo andando in cocci e mai sostituita.

Le attuali statue sono in pietra di Vicenza, opera dello scultore Paolo Crosara.
Sul triangolo del timpano spiccano i colori vivaci di un bel mosaico della Scuola Mosaicisti del Friuli, che rappresenta l'apparizione della Madonna di Rosa a Maria Giacomuzzi.
Il portale d'ingresso è opera in bronzo dello scultore veneto Carlo Balliana (in arte "Balljana") del 1982, composta su 6 quadri in bassorilievo, ognuno dei quali riportante titolo, firma dell'artista e anno di realizzazione:
1. CLAVIS PARADISI (chiave del Paradiso) del 1981. Raffigura il sacramento della Penitenza: un uomo inginocchiato implora il perdono di Dio (chiave del Paradiso) al suo confessore
2. COR UNUM (un solo cuore) del 1982. Scena di matrimonio con sposi, sacerdote e testimone. Sullo sfondo l'immagine della Madonna di Rosa.
3. FONS VIRTUTUM (sorgente di energie) del 1982. Celebrazione di un battesimo con la luce dello Spirito che scende sul neonato
4. ADOREMUS (adoriamo) del 1981. L'Eucaristia : il calice eucaristico da cui emerge raggiante un'ostia con il cristogramma "JHS" ed un grappolo d'uva
5. ALTER CHRISTUS (un altro Cristo) del 1982. Il vescovo ordina un nuovo sacerdote, imponendo le mani sul suo capo
6. VISITASTI NOS (ci hai fatto visita) del 1982. Richiamo all'apparizione della Madonna di Rosa, con la bambina Maria Giacomuzzi che ascolta il messaggio della Madre di Gesù e, sullo sfondo, le zie stupite

Anche sulle maniglie del portale, raffiguranti la testa di un Cristo umile, sorridente ed amico, è riportata la firma "Balljana" e l'anno di realizzazione (1982). La parte interna del portale si presenta liscia, con ai 2 angoli in alto, sempre in bassorilievo, una tenda aperta a simboleggiare l'invito ad entrare.

### Interno
La chiesa ha pianta ad aula unica con abside rialzato rispetto alla navata. L'accesso alla sagrestia avviene da due porte lungo la parete sinistra della navata e del presbiterio, che immettono nel corridoio realizzato con l'ampliamento del 1982. Navata e abside sono separati da un arco trionfale.
Sulla parete sinistra della navata è murato un trittico scolpito su pietra di Travesio da Giovanni Antonio Pilacorte nel 1930: al centro la Madonna col Bambino, alla sinistra San Giovanni Battista ed alla destra San Giovanni evangelista. La scultura è certamente proveniente dalla perduta chiesetta campestre di San Giovanni della Passarizza, probabilmente parte di un altare molto più strutturato. Sotto il trittico è murato un frammento di bassorilievo rappresentante l'Eterno Padre, si presume parte della chiave di volta dell'abside della stessa chiesetta di provenienza del trittico. 
Del Pilacorte, sempre su pietra di Travesio, è anche la vasca del fonte battesimale, datata 1525, in questo caso proveniente da una delle chiese principali della villa. Il fusto originale del Pilacorte è, invece, andato perduto.
Sopra la porta di ingresso è murata un'icona in pietra rappresentante la decollazione del Battista. La scena è sovrastata da un Eterno Padre. L'opera, realizzata dal Pilacorte nel 1506 e proveniente dalla chiesetta di San Giovanni della Passarizza, appare oggi danneggiata e poco apprezzabile. 
Nella parte perimetrale alta della chiesa si susseguono quattro vetrate colorate, realizzate da Anzolo Fuga di Venezia e rappresentanti:
1. Santo Stefano protomartire sdraiato sulle pietre del suo martirio, che guarda sereno verso la luce
2. San Luca evangelista che scrive il suo Vangelo
3. Sant'Antonio da Padova mentre predica ai pesci sulla spiaggia di Rimini
4. San Francesco d'Assisi nell'atto di caricarsi Gesù calato dalla croce.

Sulla parete destra è murata una mensola in marmo sopra la quale è posata una graziosa e fragile statua in cartapesta della Madonna del Carmine, di autore e datazione ignoti.
Alla sinistra dell'arco di accesso al presbiterio è affissa una tela del frate francescano Padre Terenzio Barbone, copia dell'affresco della Madonna di Rosa. A destra un'immagine di Gesù Misericordioso.
L'altare è in marmo, realizzato nel 1982 in stile neoclassico su disegno dell'architetto Domenico Ceco. La pala d'altare, di autore e datazione ignoti, raffigura i copatroni di Rosa, Santo Stefano protomartire a sinistra e San Luca evangelista sulla destra, in adorazione alla Madonna di Rosa, dipinta in alto. Sullo sfondo Sant'Antonio da Padova con in mano un lilium bianco.

## Galleria d'immagini

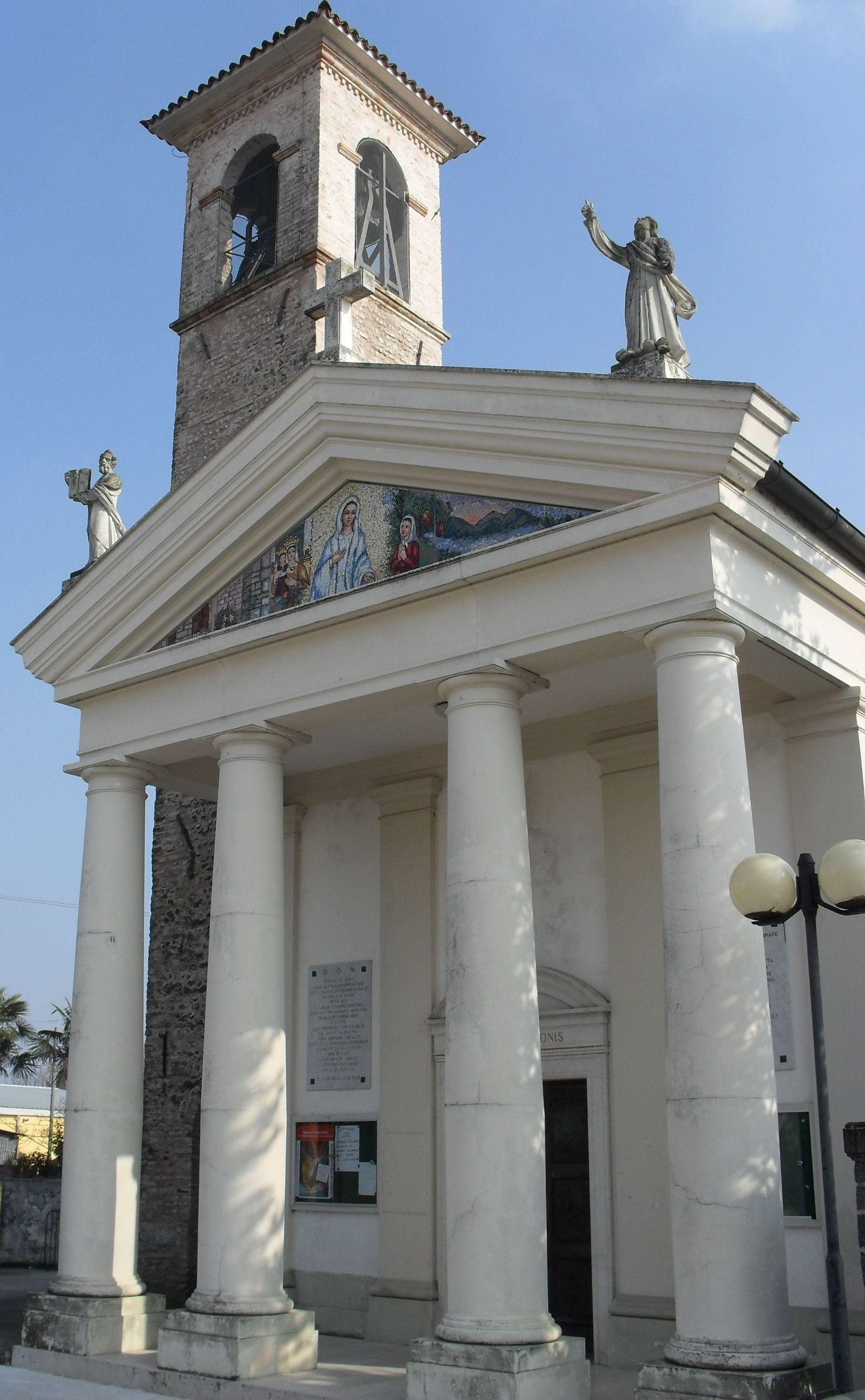
Facciata da nord ovest
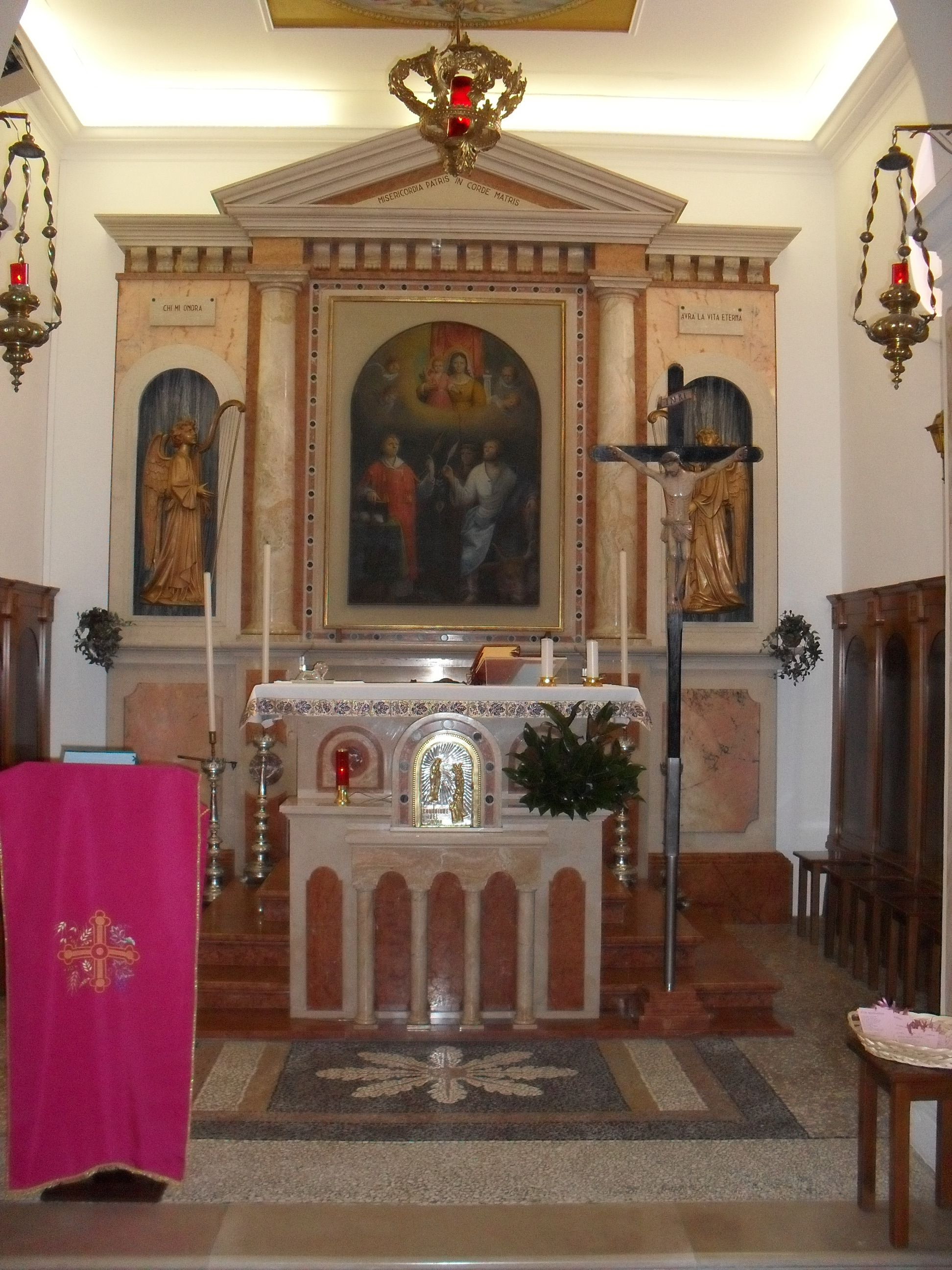
Altare
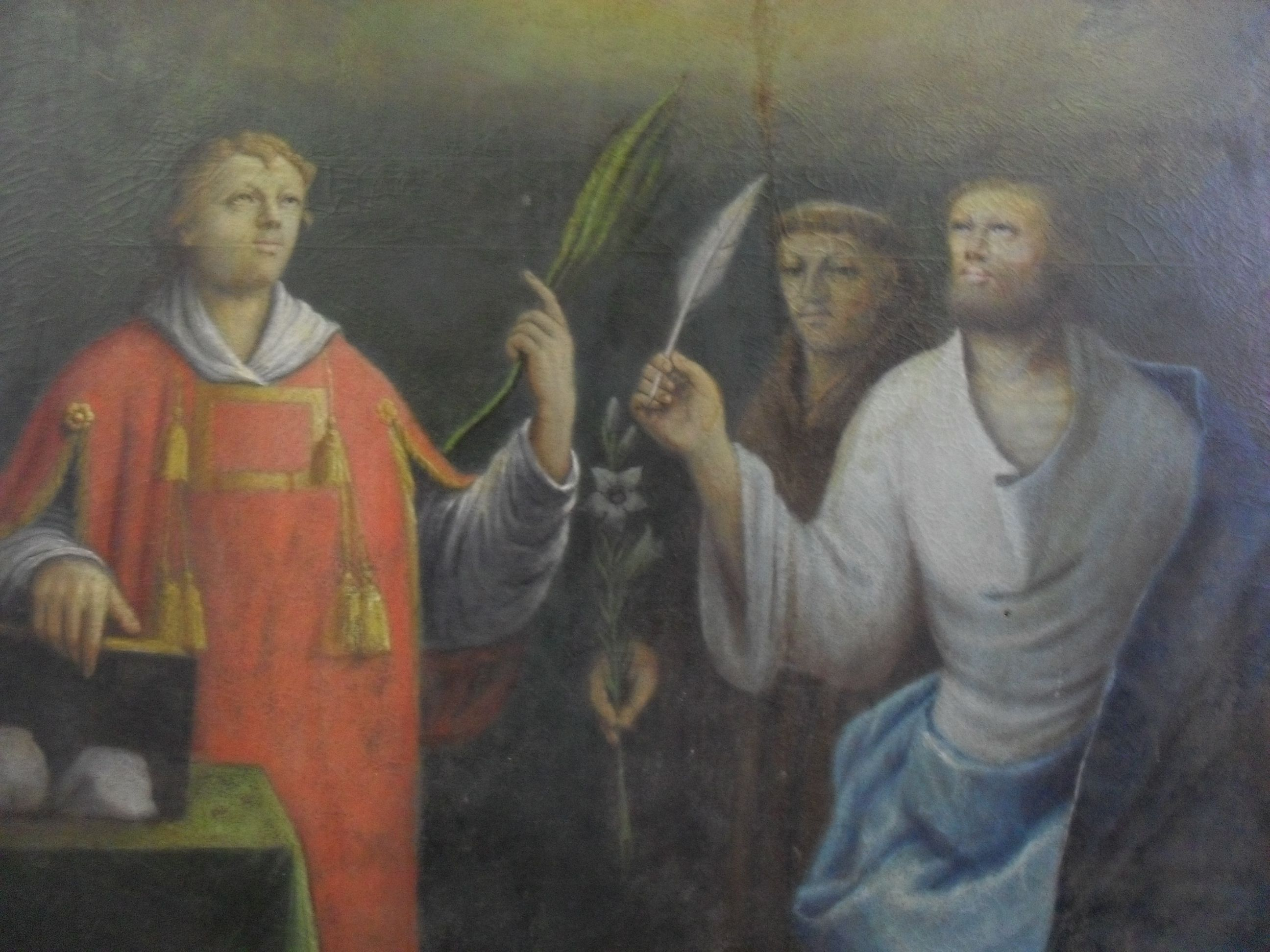
Particolare della pala d'altare
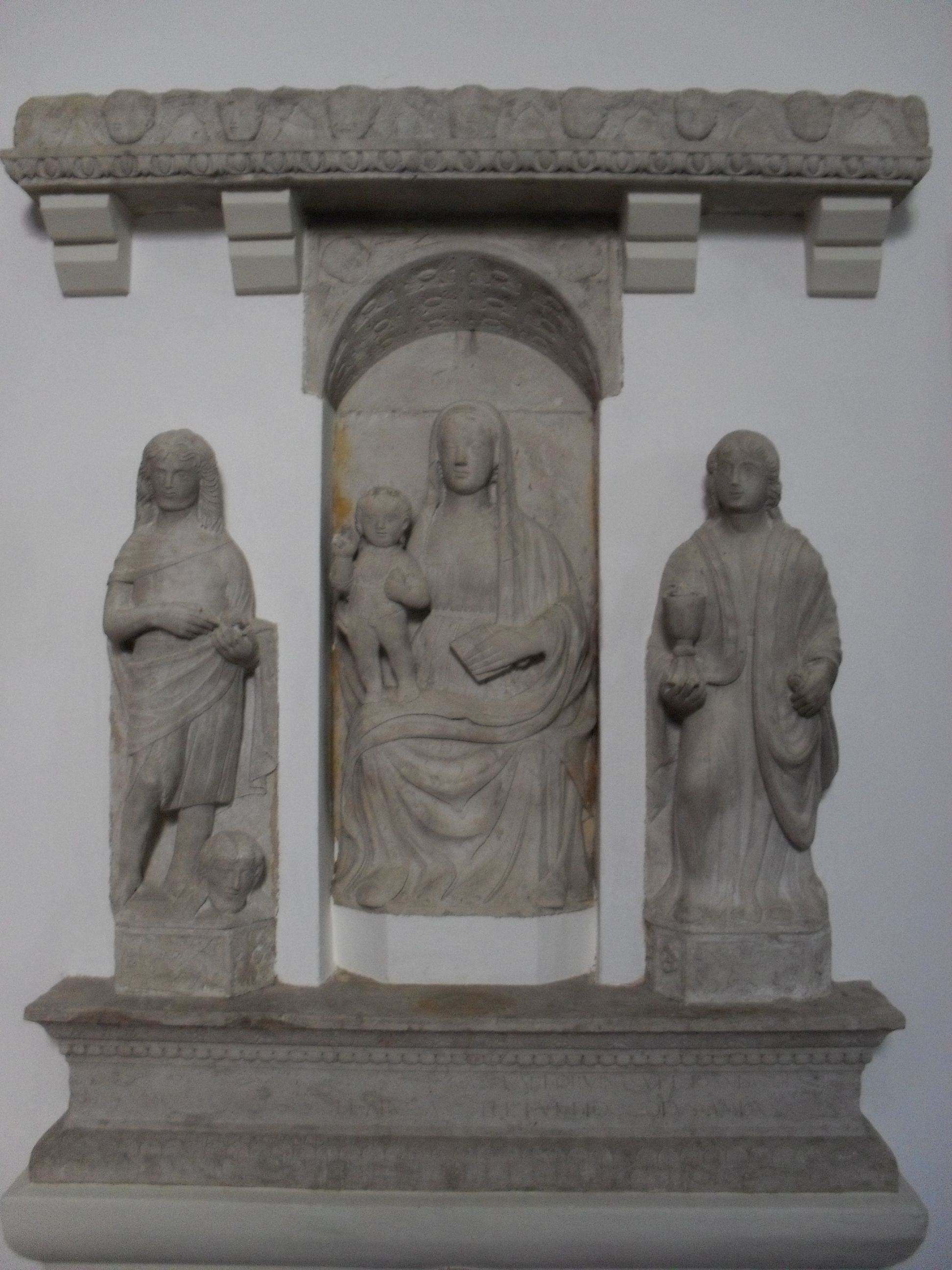
Trittico di Giovanni Antonio Pilacorte